# 齊藤宏之
齊藤 宏之（さいとう ひろゆき、1960年10月6日 - ）は、日本の海事実業家。東京汽船株式会社代表取締役社長。

## 人物・経歴
東京都出身。1985年一橋大学経済学部卒業、日本興業銀行（現みずほ銀行）入行。1991年からカリフォルニア大学ロサンゼルス校経営大学院博士課程に留学。
1995年東京汽船取締役。1997年東京汽船取締役事業企画部長。2001年東京汽船専務取締役総務部及び事業企画部管掌。2003年東京汽船代表取締役専務取締役総務部及び事業企画部管掌。2009年から東京汽船代表取締役社長。
横須賀商工会議所運輸港湾部会副部会長、東京湾海難防止協会理事、横浜日米協会理事、日本港湾タグ事業協会理事等を兼務。2018年には千葉県館山市沖で炎上した石油タンカーを救助したとして海上保安庁第三管区海上保安本部から感謝状を受けた。